# Old Monkland (Civil Parish)

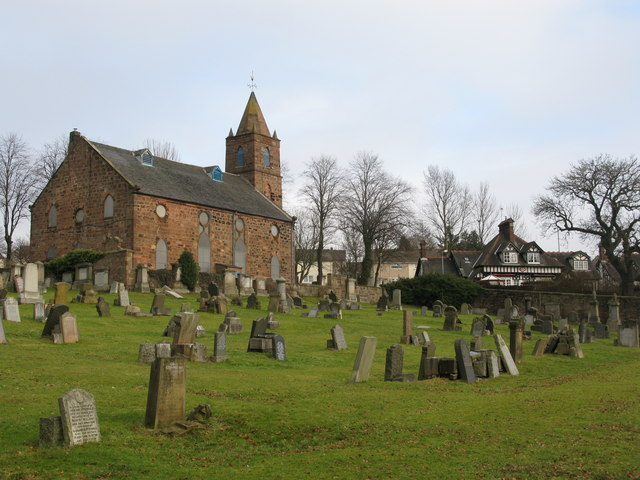
Die Old Monkland Parish Church

Old Monkland ist eine historische Verwaltungseinheit (Civil Parish) im Nordwesten von Schottland. Vom Typ her handelt es sich um eine Gemeinde. Sie liegt nordwestlich von Motherwell, westlich von Airdrie und südwestlich von Cumbernauld in der heutigen Region North Lanarkshire. In Bezug auf die traditionellen Grafschaften zählte New Monkland zu Lanarkshire. Vier weitere Civil Parishes liegen angrenzend: Bothwell, Cadder, Glasgow und New Monkland.
Das Gebiet des Civil Parishes liegt im Westen der Central Lowlands und hier am östlichen Rand des Großraums Glasgow. Entstanden ist es 1640 bei der Aufteilung des Parishes Monkland, wo es den südwestlichen Teil bildete. Der Name bezieht sich auf die Newbattle Abbey, die Eigentümerin des Grundbesitzes war.
In zentraler Lage befindet sich die Stadt Coatbridge, wo der Ort Old Monkland eine südwestliche Vorstadt bildet. Zu den weiteren Städten und Dörfern zählen Auchenshuggle, Baillieston, Bargeddie, Barrachnie, Braehead, Broomhouse, Calderbank, Carmyle, Commonhead, Dundyvan, Easterhouse, Gartsherrie, Glenboig, Hamilton, Langloan, Mount Vernon, Rosehall und
Whifflet.
Aus dem Civil Parish gingen Ende des 20. Jahrhunderts mehrere Community Council Areas hervor.